# Assunta Scutto
Assunta Scutto (Nápoles, 17 de enero de 2002) es una deportista italiana que compite en judo.
Ganó cuatro medallas en el Campeonato Mundial de Judo entre los años 2022 y 2025, y una medalla de bronce en el Campeonato Europeo de Judo de 2025.
Participó en los Juegos Olímpicos de París 2024, ocupando el séptimo lugar en la categoría de –48 kg.

## Palmarés internacional
| Campeonato Mundial | Campeonato Mundial     | Campeonato Mundial | Campeonato Mundial |
| Año                | Lugar                  | Medalla            | Categoría          |
| ------------------ | ---------------------- | ------------------ | ------------------ |
| 2022               | Taskent (Uzbekistán)   | Medalla de bronce  | –48 kg             |
| 2023               | Doha (Catar)           | Medalla de bronce  | –48 kg             |
| 2024               | Abu Dabi (EAU)         | Medalla de plata   | –48 kg             |
| 2025               | Budapest (Hungría)     | Medalla de oro     | –48 kg             |
| Campeonato Europeo |                        |                    |                    |
| Año                | Lugar                  | Medalla            | Categoría          |
| 2025               | Podgorica (Montenegro) | Medalla de bronce  | –48 kg             |